# Pałac w Wędryni
Pałac w Wędryni (niem. Schloss Wendrin) – zabytkowy pałac we wsi Wędrynia (województwo opolskie).
Klasycystyczny obiekt wybudowany w XIX w. przez Johanna Gottlieba von Reiswitza. Kolejnym właścicielem był jego syn, Berthold Alexander, ociec Valeski (ur. 1849), śląskiej pisarki, autorki powieści i reportaży o regionie. Ostatnim niemieckim posiadaczem pałacu był Johann Gottlob von Reiswitz (do 1945).
Piętrowy pałac zbudowany w 1860 na planie litery U. Korpus kryty dachem dwuspadowym, po jego bokach dwupiętrowe, potężne skrzydła (alkierze) wysunięte ku przodowi, kryte dachem  czterospadowym. Nad wejściem herb von Reiswitz.

Herb von Reisewitz